# Mabe Fratti
Mabe Fratti (nacida en 1992) es una violonchelista y vocalista guatemalteca. Fratti trabaja en una amplia variedad de géneros. Su trabajo incluye colaboraciones con artistas como Belafonte Sensacional, y forma parte del colectivo de música vanguardista Amor Muere.

## Biografía
Nacida en Guatemala y criada en una familia pentecostalista, Fratti recibió una formación clásica en violonchelo y sus padres la limitaron a escuchar música cristiana o clásica hasta que descubrió el intercambio de archivos a través de LimeWire. También le presentaron elementos más vanguardistas, como un disco de György Ligeti que su padre trajo «al azar» a casa y un DVD de la violonchelista Jacqueline du Pré que encontró en una tienda de discos. Comenzó a crear su propia música cuando era adolescente y, al dejar la iglesia, se expandió a tocar estilos tan variados como reggae, blues y funk, y el violonchelo que usa ahora es un regalo de su escuela.
En 2015, una residencia en el Goethe-Institut la llevó a México para trabajar en su música. A través de esta residencia y movimiento actuó con más músicos como los artistas consagrados Libertad Figueroa, Gudrun Gut y Julián Bonequi, y se involucró en la escena musical de improvisación de la Ciudad de México. Conoció a los futuros integrantes de Amore Muere y a su compañero Héctor Tosta, entonces de La Vida Bohème.
En 2019, Fratti produjo su primer álbum, Pies Sobre La Tierra, citando Los anillos de Saturno de W. G. Sebald como inspiración. A esto le siguió Será Que Ahora Podremos Entendernos en 2021, colaborando para el álbum con la compositora Claire Rousay y la banda experimental Tajak, y el álbum se describe como «haciendo referencia a Arthur Russell». El posterior álbum de Fratti de 2022, Se Ve Desde Aquí, ha sido calificado de «alucinante» por su compañero artista experimental Oneohtrix Point Never.
Luego colaboró con su socio Héctor Tosta como Titanic en 2023, produciendo Vidrio, un álbum descrito como «en algún lugar entre el jazz y el pop de cámara».
En 2023, Amor Muere estrenó Un tiempo para amar, un tiempo para morir. Fratti había formado este colectivo musical con los artistas Concepción Huerta, Gibrana Cervantes y Camille Mandoki, creando obras a lo largo de un período de años. Debido al trabajo existente de cada miembro, se ha descrito como un «supergrupo experimental».

## Discografía
Como solista
- Pies sobre la tierra (2019)
- Será Que Ahora Podremos Entendernos (2021)
- Se Ve Desde Aquí (2022)
- Sentir Que No Sabes (2024)

Con Titanic
- Vidrio (2023)

Con Amor Muere
- Un tiempo para amar, un tiempo para morir (2023)

Otras colaboraciones
- Mabe Fratti & Concepción Huerta – Estática (2022)
- Gudrun Gut + Mabe Fratti – Hablemos del clima (2021)
- Belafonte Sensacional – Soy piedra (2019)